# 872 Holda
Holda (asteróide 872) é um asteróide da cintura principal com um diâmetro de 30,04 quilómetros, a 2,5171688 UA. Possui uma excentricidade de 0,0784015 e um período orbital de 1 648,71 dias (4,52 anos).
Holda tem uma velocidade orbital média de 18,02218554 km/s e uma inclinação de 7,36689º.
Esse asteróide foi descoberto em 21 de Maio de 1917 por Max Wolf.